# Italianismo
Un italianismo es un extranjerismo derivado del idioma italiano e incorporado a otra lengua.

## Italianismos en español
En el idioma español, el influjo desde el italiano (o mejor dicho, desde las diversas lenguas italianas, incluyendo a los varios dialectos/idiomas además del italiano normativo) es muy fuerte y se hace notorio, como en otros idiomas europeos, durante el Renacimiento, que se originó en Italia entre el 1400 y 1500, influyendo con sus innumerables innovaciones no solo en la vida cotidiana, sino en la cultura de toda Europa y a través de las lenguas europeas también en las de los otros continentes. El mismo Cervantes, que estuvo en Italia y fue un enamorado de su cultura, introdujo muchos.
Por eso fueron particularmente importante los préstamos en el área de las artes, por ejemplo en la literatura (soneto, novela) pintura (acuarela, caricatura, lontananza, magenta, diseño, miniatura), la escultura (estuco, terracota, porcelana), la música (serenata, cantata, tocata, sonata, capricho, dueto, aria, soprano, ópera, batuta, pavana, arpegio, barcarola, piano, trombón, viola, bagatela...), el teatro (coliseo, palco, comparsa, payaso/sa, arlequín, saltimbanqui, bufo/a, bufón/na...), la arquitectura (escalinata, rotonda, pérgola, pasarela) y la gastronomía (birra, espagueti, macarrón, menestra, salami, salchicha, mortadela); también en la navegación (crujía, piloto, brújula, regata, fragata, zarpar), el ámbito militar (alarma, asalto, bisoño/a, centinela, escaramuza, escopeta, mosquete, muralla, peto, posta, tercerola) y la economía (agio, bancarrota, empresa, bicoca, millón).
También existieron otros factores para que en España hubiera un importante influjo de lo italiano: la proximidad filológica entre la mayor parte de los idiomas hablados en la península ibérica y en la península itálica, así como la existencia de continuos contactos de diversas maneras entre España e Italia, en particular el reino de Nápoles, pero también otros varios estados italianos a lo largo de los siglos, desde la Edad Media hasta la unificación de Italia, por medio del frecuente tráfico naval entre los dos países.
Desde el medievo proceden algunas antiguas palabras del léxico militar, comercial, musical, arquitectónico, gastronómico, poético, literario, artístico, teatral y naval. También es de señalar la amplia acogida que tuvieron los italianismos en el español rioplatense, a causa de la gran emigración que hubo de italianos a Argentina.
Además diversas comidas típicas italianas como espagueti, pizza, ravioli, capuchino (forma de café en taza, llamado así porque su aspecto inicial recordaba al hábito de los frailes capuchinos) etc.

### Lista de italianismos en español
Algunos ejemplos de italianismos usados en español son:
- A capela (a cappella; propiamente 'al estilo de la capilla', por alusión a la ausencia de instrumentos musicales en la antigua liturgia cristiana)
- A la carbonara (alla carbonara)
- Acuarela (acquarella)
- Adagio (referido a la música, movimiento lento, composición o parte de ella que se ha de ejecutar como adagio, o con movimiento lento)
- Agio (aggio)
- Al dente (al dente; literalmente 'al diente')
- Alabarda (quizá del italiano alabarda o del francés hallebarde)
- Alarma (allarme, y este del antiguo all'arme 'a las armas')
- Alerta (all'erta)
- Aliscafo (del italiano aliscafo, y este de ala 'ala' y el griego σκάφος skáphos 'barco')
- Allegretto
- Allegro
- Amurar (de origen incierto; confer italiano murare, francés amurer)
- Antipasto (antipasto, de anti- 'ante-' y pasto 'comida')
- Aria (aria)
- Arlequín (arlecchino)
- Arpegio (arpeggio)
- Arquipéndola (archipendolo)
- Asalto (assalto)
- Atacar (attaccare [battaglia] 'comenzar [la batalla]'; referido a acometer, embestir con ánimo de causar daño)
- Atarantar (de attarantare; propiamente 'picar la tarántula', y este derivado de tarantola 'tarántula')
- Atrezo (attrezzo)
- Bacán, bacana (del genovés baccan 'patrón')
- Bagatela (confer francés bagatelle e italiano bagatella)
- Bagayo (bagaglio)
- Balcón (balcone)
- Bamboche (bamboccio)
- Bancarrota (bancarotta)
- Bandir (bandire 'proscribir')
- Baqueta (bacchetta, diminutivo de bacchio 'bastón', 'pértiga')
- Barcarola (de barcarola, y este del veneciano barcarol 'barquero')
- Barda (barda; referido al arnés o armadura de vaqueta o hierro o al borrén de la silla)
- Barista (de bar e -ista; confer italiano barista)
- Batahola, bataola (battagliola)
- Batallola (battagliola)
- Batuta (battuta 'pulsación', 'compás')
- Bel canto (bel canto)
- Belladona (belladonna)
- Belvedere (de belvedere, y este de bel 'bonito, hermoso' y vedere 'ver')
- Berlina (de berlina 'picota'; referido a la locución adverbial 'en berlina')
- Bicoca (de bicocca, y este de Bicocca, población italiana al oeste de Milán, y nombre de la batalla que en este lugar libraron franceses y españoles en 1522)
- Birra (birra)
- Bisoño, bisoña (de bisogno 'necesidad', aplicado por los italianos en el siglo XVI a los soldados españoles recién llegados a Italia, por lo mal vestidos que iban, como reclutas allegadizos)
- Bizarro, bizarra (bizzarro 'iracundo')
- Boceto (de bozzetto, diminutivo de bozza 'piedra sin desbastar', 'boceto')
- Bocha (boccia 'botón de flor')
- Botarga (de bottarga 'especie de caviar', quizá en alusión a su color)
- Brigante (brigante; confer bergante)
- Bronce (bronzo)
- Brújula (bussola)
- Bufo, bufa (buffo)
- Bufón, bufona (de buffone, y este de buffo; referido al personaje cómico encargado de divertir a reyes y cortesanos con chocarrerías y gestos, al truhan que se ocupa en hacer reír o a algo bufonesco, chocarrero)
- Cabriola (de capriola, y este de capriolo 'corzo')
- Café (caffe)
- Calamar (de calamaro 'tintero', derivado del italiano antiguo calamo 'pluma de escribir')
- Camisola (camisola)
- Canalla (de canaglia, y este derivado de cane 'perro')
- Canelón (cannellone; referido a la pasta alimenticia de harina en forma de lámina cuadrada)
- Canjear (cangiare)
- Cantata (cantata)
- Capelo (cappello)
- Capo (de capo; propiamente 'cabeza')
- Caporal, caporala (de caporale 'comandante', 'capataz', y este derivado de capo 'cabeza', 'jefe')
- Capricho (de capriccio 'capricho', antiguamente 'horripilación, escalofrío', y este del italiano antiguo caporiccio, de capo 'cabeza' y riccio 'rizado')
- Capuchino, capuchina (cappuccino)
- Carbonara (carbonara)
- Cárcola (de calcola, derivado de calcare 'pisar')
- Caricato, caricata (caricato 'exagerado')
- Caricatura (caricatura)
- Carmelita (de carmelita, y este derivado de Carmelo, monte de Israel)
- Carnaval (de carnevale, haplología del antiguo carnelevare, de carne 'carne' y levare 'quitar')
- Carriola (del siciliano carriola)
- Carroña (carogna)
- Carroza (carrozza)
- Cartulina (cartolina)
- Casaca (del francés casaque o del italiano casacca)
- Casino (de casino; propiamente 'casa de campo señorial')
- Catafalco (catafalco)
- Caviar (del italiano antiguo caviaro)
- Centinela (de sentinella, y este derivado de sentire 'oír', 'sentir')
- Cháchara (de chiacchiera, en pronunciación influido por ciacciare)
- Chanza (confer italiano ciancia)
- Chao (de ciao 'hola', 'adiós', y este del veneciano s-ciavo '[soy su] esclavo', fórmula de cortesía)
- Charlar (ciarlare)
- Charlatán, charlatana (ciarlatano)
- Chaveta (del italiano dialectal ciavetta, italiano chiavetta)
- Chulo, chula (del italiano ciullo 'niño', y este acortamiento de fanciullo)
- Chusma (del genovés antiguo ciüsma)
- Cicerone (de cicerone, y este de Cicerone 'Cicerón', 106-43 a. C., famoso orador romano, por alusión a la facundia de estos guías)
- Clavicémbalo (clavicembalo)
- Colina (de collina 'colina extensa y algo elevada', derivado de colle 'colina'; referido a la elevación natural de terreno, menor que una montaña)
- Coliseo (de Colosseo 'Coliseo', el famoso anfiteatro de Roma)
- Colombino, colombina (Colombo)
- Comparsa (comparsa)
- Concertino (de concertino, de concerto 'concierto')
- Confeti (confetti 'confites')
- Contrabajo (de contrabasso, y este de contra- 'contra-' y basso 'bajo')
- Contralto (contralto)
- Cortejar (de corteggiare; propiamente 'obsequiar y reverenciar a un personaje importante', y este derivado de 'corte 'corte')
- Cortejo (corteggio)
- Crujía (corsia)
- Cuarteto (quartetto)
- Cuatrocentista (de quattrocentista, y este de quattrocento 'el siglo XV'; literalmente 'cuatrocientos', acortamiento de mille quattrocento 'mil cuatrocientos', e -ista '-ista')
- Cucha (cuccia)
- Cucurucho (del italiano dialectal cucuruccio)
- Cúpula (cupola)
- Da capo (de da capo; propiamente 'desde el principio')
- Diletante (dilettante 'que se deleita')
- Diseñar (disegnare)
- Diseño (disegno)
- Dismorfofobia (del italiano dismorfofobia, y este del griego δύσμορφος dýsmorphos 'deforme' y el italiano -fobia '-fobia')
- Do (do; referido a la primera nota de la escala musical)
- Dogo (del italiano doge, y este del veneciano doxe; referido a un dux)
- Dueto (duetto)
- Dúo (duo)
- Empatar (de impattare, derivado de patta 'empate', a partir de la locución far patta 'pactar', 'hacer la paz')
- Empresa (de impresa, derivado de imprendere 'comenzar')
- Empréstito (de empréstido, influido por el italiano imprestito)
- Endeca- (endeca-)
- Esbozar (sbozzare)
- Escalinata (scalinata)
- Escaramuza (scaramuccia 'combate breve y no decisivo')
- Escarpa (scarpa)
- Escarpín (de scarpino, diminutivo de scarpa 'zapato')
- Escayola (scagliuola)
- Escolta (scorta 'acompañamiento')
- Escoltar (scortare)
- Escopeta (schioppetto)
- Escorzar (scorciare 'acortar')
- Escrachar (etimología discutida; confer italiano schiacciare 'aplastar, presionar, oprimir', genovés scracâ 'escupir' e inglés to scratch 'arañar, marcar')
- Esdrújulo, esdrújula (de sdrucciolo, derivado de sdrucciolare 'deslizarse')
- Esfumar (sfumare)
- Esfumino (sfumino)
- Espagueti (de spaghetti, plural de spaghetto, y este diminutivo de spago 'cordón fino')
- Espineta (spinetta)
- Estropear (stroppiare)
- Estuco (stucco)
- Facha (faccia; referido a traza, figura, aspecto; o acortamiento del italiano fascista; referido a un fascista)
- Fachada (adaptación de facciata, y este derivado de faccia 'cara')
- Fanal (fanale)
- Fascismo (de fascismo, y este de fascio [littorio] 'fasces [del lictor]', símbolo del partido, e -ismo '-ismo')
- Fascista (fascista)
- Farsante, farsanta (de farsante, derivado de farsa 'farsa')
- Festejar (festeggiare)
- Feta (fetta 'loncha', 'porción')
- Fiasco (de fiasco; propiamente 'botella')
- Finta (de finta, y este del participio femenino de fingere 'fingir'; referido al ademán o amago que se hace con intención de engañar a alguien)
- Florín (fiorino)
- Fluorita (de fluorite, y este de fluor 'flúor' e -ite '-ita')
- Folleto (foglietto)
- Fragata (fregata)
- Fumarola (fumarola)
- Gaceta (gazzetta; referido a la publicación periódica)
- Gamba (gamba 'pierna'; referido a cada una de las partes inferiores y salientes del tronco de un árbol corpulento)
- Garbo (garbo)
- Gaveta (gavetta)
- Gavilla (quizá del latín *cavella, derivado de cavus 'hueco entre las manos'; confer italiano covone)
- Gelatina (de gelatina, derivado de gelare 'helar')
- Góndola (gondola)
- Gorgonzola (de gorgonzola, y este de Gorgonzola, población de Italia)
- Grafiti (de graffiti, plural de graffito)
- Grafito (de graffito, derivado de graffiare 'arañar', 'rayar'; referido al escrito o dibujo hecho a mano por los antiguos en los monumentos o a un grafiti)
- Grapa (grappa; referido al aguardiente obtenido del orujo de la uva)
- Grisín (del piamontés grissin)
- Grotesco, grotesca (de grottesco, derivado de grotta 'gruta', por alusión a las pinturas murales de la Domus Aurea de Nerón, cuyas cámaras, descubiertas bajo tierra en el siglo XV, recibieron el nombre de grotte 'grutas')
- Grupo (gruppo)
- Gruta (del napolitano antiguo o siciliano grutta)
- Grutesco, grutesca (de grottesco, derivado de grotta 'gruta'; confer grotesco)
- Gueto (de ghetto, y este de Ghetto, zona del barrio veneciano de Cannaregio, donde en 1516 se confinó a los judíos residentes en la República de Venecia)
- Impronta (de impronta, derivado de improntare 'estampar')
- Intermezzo
- Laburar (del italiano dialectal lavurare)
- Laburo (del italiano dialectal lavuro o lavuru)
- Lampo (de lampo 'relámpago', derivado de lampare 'relampaguear')
- Lapilli (voz italiana, plural de lapillo)
- Lasaña (lasagna)
- Lava (del napolitano lava)
- Lazareto (lazzaretto)
- Linyera (lingera)
- Lira (lira; referido a la unidad monetaria de Italia hasta la implantación del euro)
- Logia (loggia)
- Lontananza (lontananza)
- Mafia (mafia)
- Macarrón (del italiano dialectal maccarone)
- Madona (madonna)
- Mafioso, mafiosa (mafioso)
- Magenta (de magenta, por alusión a la sangre derramada en la batalla de Magenta, el 4 de junio de 1859, porque este color se puso de moda después de esta)
- Malandra (del italiano dialectal malandro)
- Malandrín, malandrina (malandrino 'salteador')
- Malandro, malandra (del italiano dialectal malandro)
- Malaria (de malaria, y este de mala aria 'mal aire')
- Malato, malata (malato 'enfermo')
- Mandorla (de mandorla; propiamente 'almendra')
- Manejar (maneggiare)
- Manierismo (manierismo)
- Maqueta (macchietta)
- Marcar (quizá del italiano marcare; confer alto alemán antiguo merken 'notar', inglés antiguo mearcian 'anotar')
- Máscara (maschera)
- Mayólica (maiolica)
- Mena (mena 'calidad'; referido al grueso de un cabo medido por la circunferencia)
- Menestra (de minestra, derivado de minestrare 'servir o atender la mesa')
- Mesana (mezzana)
- Mezzo (mezzo [soprano])
- Mezzosoprano
- Millón (del francés million o del italiano milione)
- Mina (del italiano jergal mina 'prostituta')
- Miniatura (miniatura)
- Modelo (modello)
- Moho (voz expresiva; confer portugués môfo, italiano muffa, alemán Muff)
- Monseñor (monsignore)
- Morlaco, morlaca (morlacco; referido a natural de Morlaquia, región de la orilla oriental del Adriático, perteneciente o relativo a Morlaquia o a los morlacos o a que finge tontería o ignorancia)
- Mortadela (mortadella)
- Mosaico, mosaica (mosaico; referida a una obra, en especial artística: taraceada de piedras o vidrios, generalmente de varios colores)
- Mosquete (de moschetto 'mosquete', 'ballesta', y este de moschetta 'flecha de ballesta')
- Mozzarella
- Mufa (muffa)
- Mundinovi (del latín mundi novi 'mundos nuevos', con influencia del italiano mondi nuovi)
- Muralla (muraglia 'pared', 'muralla')
- Museal (de museale, y este de museo 'museo' y -ale '-al')
- Musealizar (de musealizzare, y este de museale 'museal' e -izzare '-izar')
- Muserola (de museruola, popularmente muserola)
- Neto, neta (del catalán o francés net, o del italiano netto)
- Nigromante (nigromante)
- Niño, niña (voz expresiva; confer catalán y occitano nin y napolitano ninnu)
- Noneto (de nonetto, y este de nono 'noveno' y -etto '-ete')
- Novela (novella 'noticia', 'relato novelesco')
- Ñoqui (gnocchi)
- Ópera (opera)
- Ópera prima (opera prima)
- Opereta (de operetta, diminutivo de opera 'ópera')
- Osobuco (ossobuco)
- Ostinato (de ostinato; literalmente 'obstinado')
- Otomano, otomana (quizá del italiano ottomano o francés ottoman)
- Palafito (palafitta)
- Palco (de palco, variante de balco 'balcón')
- Panceta (del italiano dialectal panzetta, en italiano pancetta, diminutivo de panza 'panza')
- Paparazzi (voz italiana, plural de paparazzo, y este del nombre propio Paparazzo, un fotógrafo en el filme La dolce vita)
- Parapeto (parapetto)
- Parola (parola 'palabra')
- Pasarela (de passerella, alterado por influencia de pasar)
- Pasquín (del italiano antiguo pasquino, hoy pasquinata, y estos de Pasquino, nombre de una estatua de Roma en la que solían fijarse libelos o escritos satíricos)
- Pastafrola (pastafrolla)
- Pavana (de pavana, forma vulgar de padovana 'de Padua')
- Payaso, payasa (pagliaccio)
- Pedante (pedante)
- Penacho (pennacchio)
- Pérgola (pergola)
- Pesto (de pesto, y este de pestato 'machacado, majado')
- Peto (petto 'pecho')
- Pianísimo, pianísima (de pianissimo, superlativo de piano 'piano')
- Piano (piano; referido a algo con sonido suave y poco intenso)
- Pianoforte (pianoforte)
- Pibe, piba (acortamiento del genovés pivetto)
- Piloto (del italiano desusado piloto, hoy pilota)
- Pistacho (del francés pistache o del italiano pistacchio)
- Pizza
- Pizzicato (voz italiana, derivada de pizzicare 'pellizcar')
- Polichinela (de Policinella, variante de Pulcinella, personaje de la comedia del arte)
- Póliza (polizza)
- Populacho (del italiano antiguo populaccio, hoy popolaccio, y este de popolo 'pueblo' y el sufijo despectivo -accio '-acho')
- Porcelana (porcellana)
- Posta (posta)
- Predela (predella)
- Presto (presto; referido a la música)
- Prima donna (prima donna)
- Puzolana (pozzolana)
- Quinteto (quintetto)
- Raqueta (del italiano racchetta o francés raquette)
- Raviole (de ravioli, plural de raviolo)
- Ravioli (de ravioli, plural de raviolo)
- Raza (de razza, y este de origen incierto; referido a la casta o calidad del origen o linaje; a cada uno de los grupos en que se subdividen algunas especies biológicas y cuyos caracteres diferenciales se perpetúan por herencia; o a la calidad de algunas cosas, en relación con ciertas características que las definen)
- Regata (de regata, y este derivado del veneciano regatar 'competir'; referido a la competición deportiva)
- Reja (de regge 'puerta de la iglesia', 'verja que separa a los fieles del altar'; referido al conjunto de barrotes metálicos o de madera)
- Retrato (ritratto)
- Ricota (ricotta)
- Ritornelo (de ritornello, y este diminutivo de ritorno 'regreso')
- Rúcula (rucola)
- Rufián, rufiana (quizá de ruffiano)
- Salami (de salami, plural de salame)
- Salchicha (de salciccia, variante de salsiccia)
- Saltarelo (de saltarello, derivación de saltare 'saltar')
- Saltimbanco (saltimbanco)
- Saltimbanqui (de saltimbanchi, plural de saltimbanco)
- Sémola (semola)
- Serenata (serenata)
- Sofito (soffitto)
- Solferino, solferina (de Solferino, sangrienta batalla entre franceses y austriacos en 1859)
- Sonata (sonata)
- Soneto (sonetto)
- Soprano (soprano)
- Sottovoce, sotto voce
- Tacaño, tacaña (taccagno)
- Tafetán (del catalán o italiano taffeta)
- Tallarín (tagliarini)
- Taranta (de taranta 'cierto baile del sur de Italia similar a la tarantela'; propiamente 'tarántula')
- Tarantela (de tarantella, y este de tarantola 'tarántula', por haberse usado este baile como remedio para curar a los picados por esta araña)
- Tempo (de tempo; propiamente 'tiempo')
- Tenor (tenore; referido a la voz media entre la de contralto y la de barítono)
- Tercerola (terzeruolo)
- Terceto (terzetto)
- Terracota (terracotta)
- Tesitura (tessitura 'acción de tejer', 'trama de una obra literaria', 'altura propia de cada voz o instrumento')
- Testaferro (testa-ferro 'cabeza de hierro')
- Tifo (del italiano tifo 'fanatismo deportivo', 'apoyo de la hinchada', quizá a través del inglés tifo; confer italiano tifoso 'hincha'; referido a, en fútbol, imagen de gran superficie que, a modo de mosaico, componen los hinchas en la grada con cartulinas de colores, globos, pancartas, etc.)
- Tiramisú (de tiramisu o tirami su, y este del imperativo de tirare 'tirar', mi 'a mí' y su, 'arriba', por alusión al valor energético de sus ingredientes)
- Tocata (toccata; referido a la pieza de música)
- Tómbola (tombola)
- Travestido, travestida (travestito)
- Trío (trio; referido al conjunto de tres personas, animales o cosas de características semejantes o con una función común)
- Tromba (tromba 'trompa')
- Trombón (trombone)
- Turbante (turbante)
- Tute (de tutti 'todos', porque, al reunir todos los reyes o todos los caballos, se gana el juego)
- Tutilimundi (tutti li mondi 'todos los mundos')
- Valija (valigia)
- Vendetta
- Viola (viola; referido al instrumento musical de cuerda tocado con arco)
- Violonchelo (violoncelo)
- Yira (del jergal yirar 'callejear', 'recorrer una calle arriba y abajo', 'andar la prostituta en busca de clientes', y este del italiano girare 'dar vueltas, girar')
- Zarpar (del italiano antiguo sarpare, este de serpe 'espacio de la proa donde se ponía el ancla al zarpar')

### Italianismos en el Río de la Plata
Los italianismos son particularmente importantes en el habla coloquial de Argentina y Uruguay (especialmente en el dialecto rioplatense) donde se usan palabras frecuentemente nétamente italianas aunque en gran medida no procedentes del italiano normativo sino de diversas lenguas italianas como el ligur o genovés, siciliano, véneto, lombardo, piamontés, napolitano o campanio, calabrés y friulano (son poco importantes en Argentina y Uruguay las influencias procedentes de Italia Central, por ejemplo del italiano del Lacio o del toscano, las cuales son precisamente las que más influyeron en el italiano oficial actual). 
Ejemplos de italianismos muy frecuentes en el habla rioplatense son :
- a giorno (un alumbrado "a giorno" es aquel tan luminoso que da casi la impresión de ser luz diurna),
- amasar (con el significado de matar, y de allí la variante "amasijo" -matanza-, procede del italiano ammazzare),
- antipasto,
- atenti (de attenti: atentos [aunque se suele usar como singular con el significado de "¡atención!"], palabra que en el área rioplantese se usa con el significado de tener suma precaución; prácticamente su sinónimo es guarda del italiano guardare cuya traducción al español es 'mirar'),
- avanti: adelante (avanzar, adelante, avanti en el español rioplantese sirve como palabra de ánimo o para dar valor),
- bacán, en Argentina y Uruguay significa de mucha calidad, adinerado, o persona que no tiene preocupación por pagar cuentas, es también frecuente en el castellano de Chile aunque con distinta acepción.
- bagallo o bagayo (de "bagascia" = mujer vulgar, de malas costumbres; o de bagaglio= bagaje, en Argentina y Uruguay ha tomado el significado de alguien de fea apariencia,  y el derivado "[bagayero]" ha tomado el significado de contrabandista;
- balurdo, en lunfardo tiene el derivado bardo: problema y el verbo lunfardo bardear que significa provocar o insultar a alguien,
- bamboche (de bamboccio: monigote),
- banquina (término que usaban los obreros genoveses cuando construían las rutas para denominar al arcén; banquina actualmente está aceptada como argentinismo  en la RAE),
- bardo (en su acepción de problema, lío, pendencia la palabra rioplatense bardo es un italianismo contracción de lunfardismo balurdo y tal lunfardismo es derivado del italianismo balordo que actualmente suele aplicársele al delincuente de poca monta e inexperto que se crea o trae problemas).
- berreta (algo de poca calidad o algo falso),
- berretín del ligur berretino (birrete) significa:obsesión, capricho; del genovés berretino -birrete- porque es "algo que se ha puesto en la cabeza", se dice que un pensamiento es un berretín o "idea fija" porque se le ha puesto en la cabeza como a los soldados se le ponían birretes o berretini.
- birra (cerveza),
- batifondo (desorden),
- bochar (aplazar en un examen de estudios),
- bochinche (desorden o algo ruidoso),
- brodo (caldo de mala calidad, cosa mal hecha),
- busarda o buzarda, significa al vientre gordo o la panza de un ser humano (en ambos casos se pronuncia con la "s" rioplatense que es muy similar a la italiana; procede del genovés buzzo, bûzza ["vientre"], pero también refiere una busarda ["lengua"]  derivado del italiano bugiare ["mentir"])
- capo (se dice del jefe o de alguien sobresaliente),
- caro/a (con el significado de querido/a, se usa como cultismo),
- careta. máscara, o por extensión en lunfardo alguien hipócrita; también se le conoce como careta al sujeto mentiroso o falaz,
- catramina (de "catrame" es decir alquitrán o brea), es el nombre que se le da a autos viejos y desvencijados,
- cazzo (palabra italiana que como la española castellana "carajo" alude al pene, aunque es usada más que nada como una interjección de fastidio: i.e.: "¡no entiendo un cazzo!" quiere decir con tono de fastidio: "no entiendo nada". En el área rioplatense "carajo" y "cazzo" se usan indistintamente como sinónimos [se pronuncia como en italiano, es decir catso]),
- chanta (abreviación de la supuesta palabra "ciantapuffi" [clava clavos]), persona que engaña, embaucador o sujeto que finge cualidades de las que carece,
- chau (transliteración de ciao, en Argentina y Uruguay se usa como saludo de despedida),
- cheto alguien adinerado o que finge serlo, provendría de la palabra italiana ceto que se pronuncia exactamente como cheto y significa "nivel social", antes de la adopción de la palabra cheto, se usaba concheto,
- chicato (del italiano accecato = cegato) es decir alguien miope o con problemas visuales,
- ¡chito! (del italiano zitto!) es una expresión que se usa para exigir silencio.
- chupín, típica comida rioplatense preparada con pescado cuyo nombre deriva del italiano genovés ciuppin, también se le llama a los pantalones ajustados,
- copetín (del genovés cuppetin), bebida alcohólica que se bebe antes de las comidas y que suele ir acompañada de alimentos ligeros como aceitunas o papas fritas,
- corso (en italiano normativo corso equivale a "curso", pero también indica una especie de amplia avenida o viaducto; en Argentina y Uruguay la palabra corso ha quedado casi restringida, por metonimia, al desfile de carnaval ya que suele realizarse en una amplia avenida, y en sentido figurado la frase «un corso a contramano» suele significar algo muy desordenado o a la locura),
- crepar (del italiano "crepare" -quebrarse, morir-, en el Río de la Plata tiene la acepción de "morir"),
- cualunque derivado de qualunque (en italiano normativo se traduce por "cualquier cosa", en Argentina y Uruguay significa algo ordinario o vulgar),
- cucha (del italiano cuccia, el camastro para perros, gatos etc.),
- cuchinare (del italiano "cucinare"), acción de cocinar algo,
- cuore (corazón),
- deschavar (dar a conocer algo que se ocultaba, proviene del italiano schiavare: abrir algo utilizando una llave; es así que la palabra lunfarda y usual rioplatense deschave significa dar a conocer todo o hacer algo absolutamente patente),
- ¡école! (de eccole!: literalmente "¡aquí están [ellas]!", "las encontré"),
- enchastre (mancha de tinta y por extensión toda mancha o suciedad o cosa confusa),
- esbornia (de sbornia: borrachera),
- escabio lunfardismo que significa bebida/s alcohólica/s,
- escolazo (lunfardismo de origen calabrés por su parte derivado del idioma griego, cuyo significado es jugar por azar),
- escorchar (fastidiar),
- escrachar, poner en evidencia a alguien, o revelar al público sus acciones malintencionadas, (puede derivar de la forma italianizada del inglés to scratch cuyo significado sería tachar, aunque luego pasó a significar sacar una fotografía y así translaticiamente, en rigor la etimología inglesa resulta un equívoco ya que en napolitano se dice scracciato [escrito en lunfardo como escrachato y luego escrachado] a algo muy desgastado teniendo en el italiano normativo su equivalente en la palabra schiacciato),
- esgunfiar (enojar, irritar; del italiano sgonfiare, "desinflar"),
- espiante (irse, procede de la palabra italiana que significa "desplante" como cuando se desinstala algo),
- spiedo (manera de cocinar carnes tras ser espetadas y hacerlas girar "vuelta y vuelta" ante un foco de calor, su aplicación más frecuente es en el "pollo al spiedo"
- estrilar (enojar; del italiano strillare, "gritar con voz aguda"),
- estrolar (golpear fuertemente, damnificar de un modo intenso, por extensión: matar, procede del italiano jergal strollare)
- estufar (de stufare: "exasperar"), estufo (de stufo: "cansado, irritado"),
- farabute (persona de no confiar o de poco valor, de farabutto),
- falopa (algo de mala calidad y por extensión: droga),
- fato (palabra algo desusada desde fines de los 1970, procede de la palabra italiana fatto que se traduce literalmente como "hecho", con las acepciones añadidas de actuar, dar, producir, rendir, tener, tomar, trabajar, ganar etc. Aunque en Argentina ha tenido otras connotaciones y correspondientes denotaciones, se suele llamar, o se ha llamado «fato» a un "romance" o "amorío" y también a un contubernio e incluso a una acción fuera de las normas realizada encubiertamente).
- ferné nombre dado popularmente al Fernet (del cual Argentina es a inicios del presente siglo XXI uno de los principales consumidores), con núcleo de difusión en la argentina Provincia de Córdoba siendo uno de los principales ingredientes del cóctel llamado fernando.
- festichola (fiesta casual y muy informal; del italiano festicciola),
- feta, rebanada, (del italiano fetta),
- fiaca, en Argentina, (del italiano fiacca: flaqueza, pereza, desgano),[4]
- filo (novio/a, amante) de allí el verbo coloquial afilar que significa mantener relaciones de "romance" y, generalmente, prematrimoniales entre dos personas comprometidas afectivamente (en muchas ocasiones también se le dice filo al dinero).
- ¡finíshela! ("¡para ya, deja de fastidiar!"; de finiscila!; en el italiano estándar se usa más basta! o smettila!),
- fúlmine (de fulmine, "rayo"; se dice de un sujeto cuando se le supone trae desgracia. Equivale a la frase española peninsular gafe),
- gamba (pierna), gambetear (con el significado de esquivar con mucha agilidad), en forma lunfardizada "una gamba" significa cien pesos, junto a "mango" para un peso y "palo" para mil pesos, también se adjetiva como alguien gamba a quien es compañero/a leal, porque "hace la gamba" o "ayuda a moverse",
- gola: garganta (de allí el adjetivo engolado cuando alguien imposta la voz, generalmente para parecer elegante o importante, y al hacerlo su voz sale gutural y grave),
- góndola, suele significar a los estantes de los escaparates de los supermercados y almacenes del tipo self-service o autoservicios.
- grapa, bebida alcohólica grappa
- groso (de grosso[grande], en la extensa área rioplatense suele significar algo de magnitud o de importancia o, depende del contexto, algo burdo, "grueso". ),
- influenza,[5]
- ¡guarda!, expresion usada para instar cuidado o atención, equivalente a "¡mira, presta atención!" (del italiano guardare, mirar)
- laburo ("trabajo, esfuerzo", del italiano lavoro),
- ladri (en italiano equivale a "ladrones" - "ladrón", el singular, sería ladro -, aunque en el área rioplatense se usa indistintamente como plural y singular),
- lungo (largo, extendido, se usa generalmente para referirse de alguien muy alto; en cambio dentro del contexto de frases como: "hacerla lunga" significa extender superfluamente algo en el tiempo, del italiano farla lunga),
- lunfardo (derivado de lombardo, jerga típica rioplatense)
- líbero (refiriéndose a alguien que hace las cosas por su cuenta o con poca ayuda)
- linyera (de linghera), pordiosero o vagabundo,
- malaria (además del significado ya citado como italianismo adoptado en el español estándar: "mal-aire" = paludismo, en Argentina y Uruguay la palabra malaria suele connotar a un momento de mala situación económica),
- malandra o malandrín, procede de las palabras italianas malandra y malandrino que suelen tener la acepción de travieso o de alguien que se aleja algo de las leyes; en Argentina y Uruguay tal italianismo, desde el s XIX ha tomado la connotación de alguien que está fuera de la ley (y transitivamente alguien desleal) o que es malicioso y de poco fiar (los uruguayos nacionalistas solían cantar el estribillo : «¡Porque no soy malandra soy de Aparicio Saravia!» y en Argentina suele ser aún común el dicho: «quien malandra...: mal acaba»),
- manyar (transliteración de mangiare: "comer", translaticiamente en sentido figurado también en forma de vulgarismo se usa como sinónimo de "entender"),
- mersa (alguien o algo muy ordinario, cursi, chabacano, de muy bajo nivel socioeconómico y/o cultural),
- menefrega (me importa un bledo, me lo friego en las b...),
- matina (la mañana, muy temprano),
- mina (mujer, aféresis del italiano femmina),
- minga (del lombardo ge'minga: nada y del italiano normativo mica -minucia de poco valor, sin importancia-),
- minuta (literalmente: ´menuda o pequeña, aunque en la zona dialectal rioplatense ha tomado el significado de comida que se hace en poco tiempo o que está lista para servir), la palabra "minuta" suele significar a: 1° una comida rápida aunque preparada de un modo tradicional hogareño [las minutas suelen ser típicas de las rotiserías o de lo bodegones barriales]; 2ª una breve parte de una obra teatral),
- morfar (comer, del italiano jergal morfa que significaría boca, del verbo lunfardo morfar deriva el sustantivo morfi cuyo significado es comida),
- mufa; en italiano normativo muffa significa moho y por extensión a algo ruin por el moho, en el lunfardo rioplatense se le considera a quien es portador de infortunio; también se le dice mufa al malhumor o fastidio como por ejemplo a la "mufa del domingo",
- muleto (refiriéndose al uso de un subterfugio o una ayuda artificiosa),
- mishiadura (pobreza, del genovés miscia= pobre),
- motoneta : vehículo automotor biplaza de dos ruedas alineadas; desde los 1990 suele ser substituida esta palabra por el anglicismo scooter aunque a diferencia el scooter carece de un escudo o pantalla delantera,
- niente: nada (suele usarse en la frase cocoliche  "no hay niente;, también es frecuente la frase niente piú : nada más).
- nona/o: se usa en Argentina y Uruguay con el mismo significado italiano: abuela/o, también es frecuente la derivación "nonino" [abuelito]

- omertá, pacto de silencio entre criminales.

- orto (huerto en italiano). entre los inmigrantes italianos en el Río de la Plata era muy común tener un huerto al fondo del patio. Para expresar disconformidad con alguien más, era común la expresión "anda a cerrar el orto" , en referencia a que mejor se fuera a otro lado a hacer otra cosa. Como el huerto se encontraba detrás, por extensión, el término se empezó a utilizar como sinónimo de trasero o ano en Argentina. Por tanto la expresión "cerrá el orto").

- parlar (del italiano parlare),significa hablar, también es común "parla" (la habilidad de hablar mucho y ser convincente), "parlanchín" (alguien ruidoso, o que habla todo el tiempo),
- pesheto o peceto (de pescetto), es un corte de carne bovina con forma de huevo que pertenece al corte trasero y que es utilizado para todo tipo de cocción, al horno, a la cacerola, en milanesas o escalopes,
- pesto (salsa de origen italiano basada en albahaca pestata o machacada, aunque en lunfardo la frase dar el pesto suele significar dar una fuerte golpiza ya que deriva del verbo italiano pestare: golpear.)
- piantao o "piantado", cuando alguien no concurre a un encuentro "me dejó piantado", también significa loco; (es una deformación por aféresis de la ya citada "espiante"= (es)piantado)
- pibe (del genovés "pivetto, significa niño o muchacho),
- pichicata (droga o inyección -de "piccicatta"-),
- pistacho,
- pronto, en Uruguay tiene el mismo significado que en italiano: si algo está pronto es porque está listo, o está terminado, consecuentemente aprontarse significa prepararse
- punga (ladrón o rapiñero que se especializa en hurtar subrepticiamente de los bolsillos o carteras; punguear cuyo significado lunfardo es robar. Esta palabra deriva del italiano dialectal pungia que significa "bolsillo", durante un tiempo en Argentina y Uruguay se llamó lunfardezcamente punga al bolsillo y punguista al delincuente que se dedicaba a hurtar con sus dedos bolsillos, carteras y afines; luego se abrevió la palabra punguista en la actual punga  habiéndose prácticamente olvidado la etimología italiana; actualmente se usa también en Chile y se está difundiendo en otros países hispanoamericanos)[6]
- puzza ([se pronuncia como en italiano, es decir: putsa] hedor, mal olor),
- qualunque o cualunque (en italiano normativo significa cualquier cosa , cualquier o cualquiera e incluso cualquier facultativo, aunque en el español rioplatense casi siempre significa algo vulgar u ordinario).[7]
- racconto (recuenta o relato en el que se hace un recuento de hechos),
- "rostisar" (viene de la palabra italiana equivalente a asar) de tal verbo deriva el sustantivo rioplatense "rotisería" (lugar donde se venden comidas -casi siempre minutas- ya preparadas aunque no fasts foods- para comer en la propia casa o domicilio),
- ¡salute! (salud, se usa como saludo, equivale al italiano latinista culto y normativo "salve"),
- sanata (conversación prolongada y generalmente engañosa que produce fastidio o es cargosa, es una deformación irónica de la palabra sonata),
- sentí (en la Provincia argentina de Córdoba donde ha sido muy importante la inmigración piamontesa y friulana se usa para llamar la atención, viene del italiano senti! con el significado de "escucha con atención");
- smorfia ( en italiano normativo significa "mueca" aunque en la Italia del Sur y de allí en Argentina y Uruguay posee el significado de adivinación de los sueños con valor numérico, véase: quiniela (Argentina)).
- soldi (dinero),
- sorpasso (superación de un obstáculo, en español normativo literalmente se diría "sobrepaso" ya que proviene de la palabra italiana sorpassare que significa sobrepasar, sin embargo en italiano, y esto ha sido adoptado en el Río de la Plata, la palabra sorpasso significa no solo sobrepasar sino una importante recuperación, y aún más que recuperación, de nivel por ejemplo en una carrera de automotores o en una situación económica que estaba retrasada).
- suceso (cuando se usa con el sentido de éxito; i.e.: «esta obra teatral logró gran suceso»),
- testa (cabeza),
- tuco (variante de suco es decir jugo, se usa para las salsas con tomate),
- vendetta (vindicta, venganza, revancha),
- vento (en italiano normativo equivale a la palabra española viento, aunque en lunfardo, por sentido figurado significa dinero),
- "¡vía!" (en forma imperativa para expulsar a alguien: "¡vía de acá!"= "¡fuera de acá!"),
- Xeneize (en italiano "zeneise", se usa exclusivamente para referirse al Club Atlético Boca Juniors y a sus aficionados),
- yeta (pronunciación local de getta: mala suerte),
- yira (deformación de girare -girar-: prostituta callejera que da vueltas por las manzanas).

Algunos italianismos que fueron muy comunes hasta el periodo 1960 a 1970 son (¿o ya han sido?):
- Viaraza (brusco enojo, actitud irreflexiva e intempestiva; en otros países de Latinoamérica significa al flujo de vientre).
- torterolo (tuerto)
- cuatroqui (de quattroocchi) mote que se le daba a la gente que usaba siempre anteojos, ya este mote agraviante había sido traducido por el mote en español que le es traducción: "cuatroojos" hacia mediados de los 1970.

Frases y construcciones gramaticales de uso popular en Argentina y Uruguay derivadas del italiano: 
- "mala pécora" (del italiano mala pecora -mala oveja- equivale a 'oveja negra' o a mala persona);[8]
- "otra qué" (de "altro che"),
- "te quiero bien" (es decir te amo de verdad; del italiano "ti voglio bene"),
- "¡ma sí!" (¡pero sí!) o vulgarismos como "¡andá a fangulo!" (de va fanculo!),
- "¡anttenti al ladri!" (expresión netamente cocoliche en la cual predomina el italiano, en italiano normativo literalmente es «atención [con]/[a] los ladrones» en cambio en el habla rioplatense se usa tanto como singular: «atención al ladrón», como en plural) y palabras que inicialmente eran exclusivas del lunfardo
- se vamo (s)" (de "ci andiamo") o directamente el cocoliche semo (somos) que hasta hace poco era bastante frecuente en Buenos Aires, centro y sur de la Provincia de Santa Fe, gran parte de la provincia argentina de Córdoba aunque actualmente se ha restringido bastante, en todo caso aún se pueden escuchar frases dichas vulgarmente como «semo lo´ mejore´ del mundo semo» y semejantes en su composición.
- "¡mama mía!" (expresión de asombro o temor transliterada de mamma mia!), la frase exclamativa «¡Madonna santa!» ha sido bastante común en el área rioplatense como equivalente de la española «¡Virgen santa!», pero desde la posmodernidad (fines de siglo XX) ambas han quedado casi en desuso .
- all'uso nostro (al uso nuestro, se aplica principalmente a las comidas de origen italiano frecuentemente consumidas en Argentina y Uruguay con un toque autóctono),
- siamo fuori (literalmente "estamos afuera", aunque suele tener el matiz de haber quedado fuera como perdedores),
- largar el chivo o lanzar el chivo (o abreviadamente "lanzar"): vomitar por causa de embriaguez (la frase es en parte cocoliche ya que "chivo" es la transcripción de la palabra italiana cibo -comida-). etc.

También la elisión de las "s" finales parece provenir del influjo italiano, por ejemplo "vamo'" en lugar de vamos, muy frecuente en Uruguay, la elisión de las "s" finales parece haber reforzado, por influjo de los inmigrantes italianos, una tendencia ya existente a partir del influjo del sur de España (ver: cocoliche y lunfardo).